# Penestragania charila
Penestragania charila är en insektsart som beskrevs av Blocker 1979. Penestragania charila ingår i släktet Penestragania och familjen dvärgstritar. Inga underarter finns listade i Catalogue of Life.